# Марія Карідад Колон
Марія Карідад Колон  (ісп. María Colón, 25 березня 1958) — кубинська легкоатлетка, олімпійська чемпіонка (1980).

## Виступи на Олімпіадах
| Олімпіада   | Дисципліна    | Місце |
| ----------- | ------------- | ----- |
| Москва 1980 | метання списа | 1     |